# 리싸
리싸(leeSA)는 2011년에 데뷔한 밴드다. 보컬 이승아는 '리싸'라는 예명으로 솔로 활동도 하고 있다.

## 출연

### 방송
- 2015년 TOP밴드 3 - Top12

### 드라마
- 2012년 tvN 《로맨스가 필요해 2012》 - 가수 역 (특별출연)

## 수상
- 글로벌 커버 송 콘테스트 ‘D1 and Only' 우승 (2015)